# 小沃爾霍韋茨河

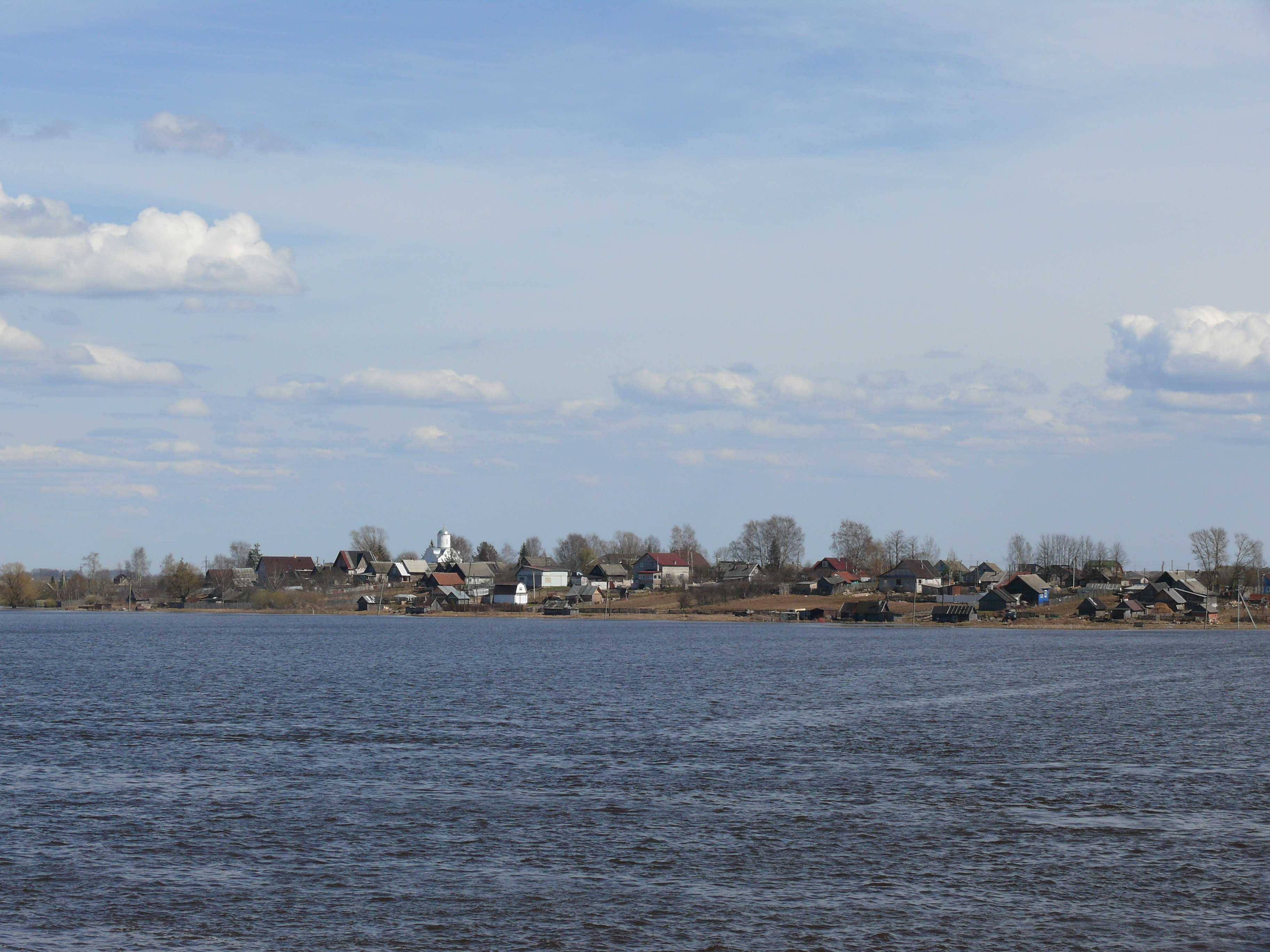

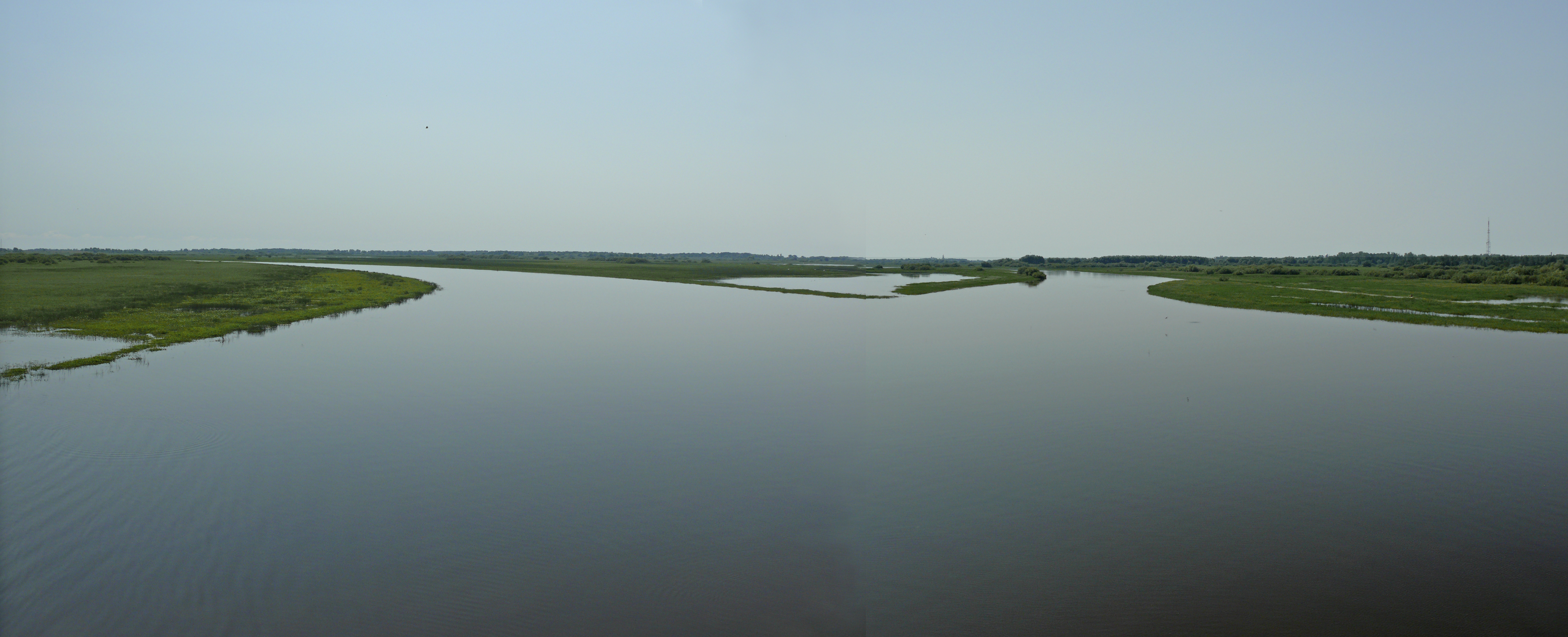

58°35′46″N 31°24′52″E / 58.59611°N 31.41444°E
小沃爾霍韋茨河（俄语：Малый Волховец），是俄羅斯的河流，位於該國西北部諾夫哥羅德州，屬於沃爾霍夫河的右支流，河道全長17公里，該河在春季時嚴重泛濫。